# 富田健太郎
富田 健太郎（とみた けんたろう、1995年8月2日 - ）は、日本の俳優である。東京都出身。アミューズを経て現在はフリーランスで活動。

## 略歴
- 2011年、高校1年生の夏休みにスカウトされ、アミューズに所属[3]。同年、ティーン向けファッション雑誌『ラブベリー』で、モデルとしてデビュー。
- 2013年、舞台『恋するブロードウェイ♪ vol.2』にて、俳優デビュー。同年フジテレビドラマ『タガーリン』の第4章・第8章にゲスト出演し、テレビドラマ初出演。
- 2014年、上半期連続テレビ小説『花子とアン』の第150話に出演し、NHK朝ドラ初出演。
- 2015年、舞台『十五少年漂流記』にて、初主演を務めた。同年、2.5次元アイドル応援プロジェクト『ドリフェス！-DREAM FESTIVAL-』内のアイドル、『DearDream』としての活動を開始。
- 2016年、『ドリフェス!』でテレビアニメに出演し、声優業初挑戦。
- 2017年、2月11日公開『サバイバルファミリー』で映画初出演。
- 2019年、テレビ朝日・土曜ナイトドラマ『僕の初恋をキミに捧ぐ』で連続ドラマ初レギュラー出演。
- 2023年、公開予定映画『石とシャーデンフロイデ』が第24回 TAMA NEW WAVE グランプリを受賞した。[4]
- 2024年、3月8日公開映画『i ai』で映画単独初主演。   “全感覚オーディション”と 銘打たれた約3,500人のオーディションから主演に選ばれた。同映画は、2022年に開催された第35回東京国際映画祭アジアの未来部門に正式出品された[5]。
- 2024年10月31日、約13年間所属したアミューズを退所し、今後はフリーランスで活動することを発表した。[6]
- 2025年1月1日、オフィシャルホームページ開設。

## 人物
- 趣味・特技は料理、一人旅、バスケットボール、キックボクシング。[7]
- 普通自動車免許・普通自動二輪免許を所持。[7]
- 自身のキャリアをどのように積んでいくか悩んでいた頃に、地元の先輩である杉本監督に自身が書いた脚本を渡し、断られてからも熱心に連絡を取ったのがきっかけで 監督が別に企画予定していた映画「モダンかアナーキー」の制作が始まった。[8]

## 出演

### 映画
- サバイバルファミリー（2017年2月11日公開、東宝） - 吉田 役
- シュウカツ3 一次面接『就職という名のゲーム』（2018年12月7日公開、ノースシーケーワイ） - 倍賞 役
- 劇場版ポルノグラファー〜プレイバック〜 （2021年2月26日公開、松竹） - 公平 役
- もっとも純粋なQ （2021年8月27日特別公開）
- Amuse Presents SUPER HANDSOME LIVE 2022 “ROCK YOU! ROCK ME!!”（2023年5月19日公開、ライブ・ビューイング / 松竹）[9]
- モダンかアナーキー（2023年7月1日公開）- ヒロキ 役[10]
- i ai（2024年3月8日公開、パルコ） - 主演・コウ 役[5]
- 石とシャーデンフロイデ（2024年11月9日公開）- 圭太 役[11]
- 岡本万太（2025年11月公開予定）- 結城 役[12]
- 消滅世界（2025年11月28日公開予定）- 水人 役[13][14]

### 舞台
- 恋するブロードウェイ♪ vol.2（2013年1月 - 2月、博品館劇場）
- AMUSE×PEOPLE PURPLE 舞台『ORANGE』（2013年3月28日 - 4月13日、本多劇場 / 森ノ宮ピロティホール）
- BROTHERS CONFLICT -BROTHERS ON STAGE!-（2014年6月、シアターサンモール） - 朝日奈風斗 役
  - BROTHERS CONFLICT -BROTHERS ON STAGE!2-（2015年3月、紀伊國屋サザンシアター）
  - BROTHERS CONFLICT -BROTHERS ON STAGE!再演-（2015年4月、シアターサンモール / 松下IMPホール）
  - BROTHERS CONFLICT -BROTHERS ON STAGE!3- THE FINAL（2016年7月、全労済ホール スペース・ゼロ / 松下IMPホール）
- 第15回本公演『僕らの深夜高速』（2014年11月、草月ホール） - 廣井誠司 役
- 進戯団夢命 クラシックス #18 舞台『碧のヴォヤージュ』（2015年5月、新宿村LIVE） - マテキ 役
- 十五少年漂流記（2015年8月、シアター1010） - ドニファン 役
- 炎の蜃気楼昭和編 瑠璃燕ブルース（2015年10月、シアター1010） - 高坂弾正 役
- 俺と世界は同じ場所にある（2015年12月、シアター711） - 大山 役
- オーバーリング・ギフト（2017年6月、CATプロデュース / DDD青山クロスシアター） - カゲツ 役
- 宝塚BOYS -team SKY-（2018年8月15日 - 9月2日、東京芸術劇場 プレイハウス / 久留米シティプラザ / 日本陶業市民会館 / サンケイホールブリーゼ） - 長谷川好弥 役
- RISU PRODUCE vol.22 20周年記念公演 第二弾『ゼロ番区』（2019年4月24日 - 29日、赤坂RED/THEATER） - 今西死刑囚 役
- 舞台『ボーイズ・イン・ザ・バンド ～真夜中のパーティー～』（2020年7月18日 - 8月30日、シアターコクーン/東京エレクトロンホール宮城 / カナモトホール（札幌市民ホール）/ 梅田芸術劇場シアター・ドラマシティ/ なかのZERO大ホール) - カウボーイ役
- 朗読劇『星の王子さま』（2022年3月4日 - 5日、 六行会ホール ） - 惑星の住人 役[15]
- RISU PRODUCE vol.26「ぼくはだれ」～取調室での攻防 2022～（2022年6月1日 - 5日、 東京芸術劇場 シアターウエスト） - 亀矢被疑者 役[16]
- ヴィンセント・イン・ブリクストン（2022年10月1日 - 22日、東京グローブ座 / 10月26日 - 11月3日、梅田芸術劇場 シアター・ドラマシティ） - サム 役[17]
- 『火の顔』『アンティゴネ』（2023年4月8日 - 4月16日、吉祥寺シアター）- パウル・預言者テイレシアス・ナチス幹部・ＳＳ親衛隊将校  [18]
- 雷に7回撃たれても（2023年11月3日 - 12日、横浜赤レンガ倉庫1号館 3Fホール ）- 楠木春一 役[19]
- good morning N°5『VOGUES』（2024年9月27日 - 10月7日、ザ・スズナリ）

### テレビドラマ
- タガーリン 第4章・第8章（2013年5月5日・6月2日、フジテレビ）
- 連続テレビ小説 花子とアン 第150話（2014年9月20日、NHK）
- 電影少女〜VIDEO GIRL AI 2018〜第5話・第6話（2018年2月11日・18日、テレビ東京） - 小関カオル 役
- グッドモーニング・コール our campus days 第1話（2018年4月18日、フジテレビ）
- スモーキング 第2話（2018年4月27日、テレビ東京） - 木村大樹 役
- 僕の初恋をキミに捧ぐ（2019年1月19日 - 3月2日、テレビ朝日） - 生田成美 役[20]
- よつば銀行 原島浩美がモノ申す！～この女に賭けろ～ 第7話（2019年3月4日、テレビ東京）
- 都立水商! 〜令和〜（2019年5月6日 - 6月24日、MBS / 2019年5月8日 - 6月26日、TBS） - 三上武人 役
- ルパンの娘 第2話（2019年7月18日、フジテレビ） - 朝田雅彦 役
- 来世ではちゃんとします（2020年1月9日 - 3月26日、テレビ東京） - Dくん 役[21]
  - 来世ではちゃんとします2（2021年8月11日 - 9月29日）[22]
  - 来世ではちゃんとします3（2023年1月4日 ｰ 3月23日）
- ギルティ〜この恋は罪ですか?〜（2020年4月2日 - 8月6日、読売テレビ・日本テレビ） - 松島健 役
- スイッチ（2020年6月21日、テレビ朝日）
- 38歳バツイチ独身女がマッチングアプリをやってみた結果日記 最終話（2020年12月24日、テレビ東京） - パティシエくん 役[23]
- 監察医朝顔 第2シリーズ 新春SP （2021年1月11日、フジテレビ） - 本郷 役
- 出会い系サイトで70人と実際に会ってその人に合いそうな本をすすめまくった1年間のこと 第3話（2021年4月12日、WOWOW） - 井田 役[24]
- 前科者 -新米保護司・阿川佳代-（2021年11月20日 - 、WOWOW） - 佐藤翔 役[25]
- 汝の名 第1話（2022年4月6日、テレビ東京） - 西島 役
- 月曜プレミア8 再雇用警察官５（2023年3月13日、テレビ東京） - 楠原智彦 役
- クールドジ男子（2023年4月15日 - 、テレビ東京） - 黒崎 役[26]
- 明日、私は誰かのカノジョ シーズン2 前編（2023年5月3日、MBS・TBS）- 俊介 役
- 初恋、ざらり（2023年7月8日 - 、テレビ東京）- 長谷川 学 役
- この素晴らしき世界（2023年7月31日、フジテレビ）- 後藤 役
- コタツがない家 第1・2話（2023年10月18日・25日、日本テレビ）-  梨田久作 役
- ポケットに冒険をつめこんで 第6話（2023年11月23日、テレビ東京）- 澤村 役
- ジャンヌの裁き 第1話（2024年1月12日、テレビ東京）- 重森拓斗 役
- 東京タワー（2024年4月20日 - 、テレビ朝日） - 郡司葵 役
- 演じ屋 Re:act（2024年6月14日 - 6月28日 、WOWOWプライム）第4-6話 - 鶴田昌弘 役
- ホンノウスイッチ 第10話（2025年3月15日、テレビ朝日）- 榎本の友人 役
- HEART ATTACK（2025年4月10日 -、) - 宗形慧吾 役
- ダメマネ! -ダメなタレント、マネジメントします- 第2話（2025年4月27日 、日本テレビ）

### ウェブドラマ
- グッドモーニング・コール our campus days 第1話（2017年9月22日、フジテレビオンデマンド/ Netflix）
- オリジナルリモートドラマ『大丈夫 WHEN LIFE HITS YOU HARD』（2020年6月1日配信、YouTubeチャンネル「Drama stock」）
- オリジナルリモートドラマ『わたしとあなたの』前篇/後篇 （2020年6月1日配信、YouTubeチャンネル「Drama stock」） - 間祐之介 役
- リモートドラマ『キャバクラ・ドットコム』（2020年7月3日配信、YouTubeチャンネル「DREAM PLUS」） - 池内 役
- 島根県大田市WEBドラマ「oda side A / side B」（2021年3月19日、YouTubeライブ）[27]
- ようこそ東映殺影所へ（2021年8月13日、Xstream46） - 岩井浩平 役[28]
- 私が獣になった夜〜名前のない関係〜 第4話「幼馴染との夜、変わってしまった私」（2021年11月25日、ABEMA） - 長谷川悠 役[29]
- WEBドラマ「東京彼女」9月号（2024年、YouTube）- 賢太郎 役
- HEART ATTACK（2025年3月20日配信、FOD) - 宗形慧吾 役[30]

### イヤードラマ
- 運命の足音（2022年3月14日 - 配信、NUMA） - 奏太 役[31]

### CM
- サントリー緑茶 伊右衛門 特茶 『分解テトリス』篇
- 広島修道大学『修大ストーリーCM』（2018年・2019年）
- ドミノ・ピザ『ニューヨーカー 1キロ ウルトラチーズ』（2019年・2021年）
- THE KISS『ふたりをつなぐアンテナ』編（2019年）
- 東京電力 TEPCO速報 『家族になる』篇（2020年）
- TikTok『検索したら、私が変わった。キャンプ』篇 （2023年）

- Amazon Prime Video チャンネル（2023年）

### テレビアニメ
- ドリフェス!（2016年、BN Pictures） - 佐々木純哉（声・モーションアクター[32][33]）役
- ボールルームへようこそ（2017年、Production I.G） - 赤城賀寿 役[34]
- 働くお兄さん!（2018年1月-3月、Tomovies） - 茶トラ沢タピオ 役[35]
  - 働くお兄さん！の2！（2018年7月-9月）

### テレビ番組
- CSテレ朝ナビ!!スペシャル（2017年6月3日、テレビ朝日）
- 痛快TV スカッとジャパン 第150回「支払いを渋る迷惑高校生」（2018年12月10日、フジテレビ）
  - 第180回「影で応援してくれた母」（2019年9月30日）[36]
- 夜な夜なバチェラー飯 #10・#22（2018年12月30日・2019年3月31日、テレビ神奈川）
- あざとくて何が悪いの？（2021年1月30日、テレビ朝日）
- 水曜NEXT！『夜の顔』（2022年9月14日、フジテレビ）

### ラジオ
- ドリフェス!ラジオ（2015年12月10日 - 2018年10月13日、アニメイトタイムズ）[37]

### インターネット放送
- 舞台「俺と世界は同じ場所にある」開幕直前SP！（2015年12月12日、STOLABO TOKYO USTREAMチャンネル）

- DearDreamの五色丼（2016年3月16日・9月28日、STOLABO TOKYO USTREAMチャンネル）
- アミュモバメイキング～「しろといろ」スペシャル!!～（2016年6月16日、STOLABO TOKYO USTREAMチャンネル）
- 熱血!ハンサム塾（2016年9月6日・11月7日・11月25日、STOLABO TOKYO USTREAMチャンネル）
- アニメイトチャンネル『ドリフェス!研究室』（2016年10月6日 - 12月22日、アニメイトチャンネル）[38]
  - 『ドリフェス!』スペシャル サイコ―超えてる!ミラクル☆ステージ（2016年12月30日）
  - 『ドリフェス!研究室』2ndシーズン（2017年1月19日 - 7月31日）
  - 『ドリフェス！R研究室』（2017年8月23日 - 12月7日）
- ニコニコ生放送番組『電波ラボラトリー』（2017年3月2日、ニコニコ生放送）
- 時限ドラマバラエティ ACTORS FRESH!（2018年1月18日、FRESH!）
- 朝ごはん男子 #3（2018年2月17日、LINE LIVE）
- ドリフェス!部（2018年4月18日 - 9月27日、バンダイチャンネル）
- 生ドラマバラエティ ACTORS FRESH! -infinity ∞ story-（2018年6月14日、FRESH!）
- トミタ家の食卓〜季節のイシハラを添えて〜（2019年2月17日、STOLABO TOKYO USTREAMチャンネル）
- オトコタビ（2019年5月8日・10日・24日 6月7日・21日、STOLABO TOKYO USTREAMチャンネル）
- 速食物語Season2（2020年1月-、Youtube）

### 雑誌
- ラブベリー（2011年）

### ゲーム
- ライブリズムアプリ『ドリフェス!/ドリフェス!R』（2016年5月25日 - 2018年5月1日） - 佐々木純哉 役
- データカードダス 『ドリフェス!/ドリフェス!R』（2016年11月24日 - 2018年3月28日） - 佐々木純哉 役
- あんさんぶるスターズ!（2017年） - 赤城賀寿 役[39]

### その他
- sunny side up（2022年11月４ - 6日）

## 作品

### CD
シングル
- NEW STAR EVOLUTION（2016年3月16日、LACM-14460）

- PLEASURE FLAG / シンアイなる夢へ!（2016年9月28日、LACM-14534）
- ユメノコドウ / 真夏色ダイアリー（2017年9月27日、LACM-14657）
- ALL FOR SMILE!（2017年10月25日、LACM-14668）
- Symmetric love / You are my RIVAL（2017年12月20日、LACM-14699）

アルバム
- Welcome To D-Four Production（2016年11月2日、LACA-15594）
- HANDSOME FESTIVAL 2016 予習Sound Track（2016年11月23日、SHL-109）
- Real Dream（2017年2月22日、LACA-15635）
- Catch Your Yell!!（2017年4月26日、LACA-15642）
- SHUFFLE LIVE 01（2018年1月31日、LACA-15687）
- Music Selection 履歴書01（2018年4月25日、LACA-15721）
- ALL FOR TOMORROW!!!!!!!（2018年8月22日、LACA-15735）
- Music Selection 履歴書02（2018年10月3日、LACA-15742）
- JUMP↑（2019年11月30日、GTCG-0729）
- GET IT BACK！（2020年12月23日、GTCG-0747）
- HERE WE AHHHHH！（2023年12月20日、GTCG-0788）

### 映像ソフト
- Amuse Presents HANDSOME FILM FESTIVAL 2017（2018年7月7日、アミューズソフトエンタテインメント）
- SUPER HANDSOME LIVE 2021 OVER THE RAINBOW（2021年10月20日、アミューズ）
- Amuse Presents SUPER HANDSOME LIVE 2022 “ROCK YOU! ROCK ME!!”（2023年7月28日、アミューズ）

DearDream名義
- Documentary of DF Project（2017年4月26日、ランティス）
- DearDream 1st LIVE『Real Dream』Blu-ray（2018年2月21日、ランティス）
- BATTLE LIVE KUROFUNE vs DearDream LIVE Blu-ray（2018年9月12日、ランティス）
- DearDream 1st LIVE TOUR 2018『ユメノコドウ』LIVE Blu-ray（2018年10月17日、ランティス）

### 書籍
- 「しろといろ」写真集（2016年8月4日、アミューズ）

- ドリフェス!オフィシャルサポーターブック（2016年11月30日、KADOKAWA アスキー・メディアワークス）
- SPECIAL PHOTO COLLECTION -THE LIVE-（2018年7月中旬、アミューズ）
- 電子版写真集シリーズ「BoyAge-ボヤージュ- Extra」（2021年2月24日、KADOKAWA）